# Aleuron promiscus
Aleuron promiscus är en fjärilsart som beskrevs av Hermann Burmeister 1879. Aleuron promiscus ingår i släktet Aleuron och familjen svärmare. Inga underarter finns listade i Catalogue of Life.